# Olympische Sommerspiele 2004/Teilnehmer (Liberia)
| Gelbes Symbol für Goldmedaillen mit stilisierten Olympischen Ringen | Graues Symbol für Silbermedaillen mit stilisierten Olympischen Ringen | Braundes Symbol für Bronzemedaillen mit stilisierten Olympischen Ringen |
| ------------------------------------------------------------------- | --------------------------------------------------------------------- | ----------------------------------------------------------------------- |
| —                                                                   | —                                                                     | —                                                                       |

Liberia nahm an den Olympischen Sommerspielen 2004 in der griechischen Hauptstadt Athen mit zwei Sportlern, einer Frau und einem Mann, teil.

## Teilnehmer nach Sportarten

### Leichtathletik
- Sultan Tucker
110 Meter Hürden: Vorläufe

- Gladys Thompson
200 Meter Frauen: Vorläufe